# Evarcha culicivora
Espèce
Evarcha culicivora est une espèce d'araignées aranéomorphes de la famille des Salticidae.

## Distribution

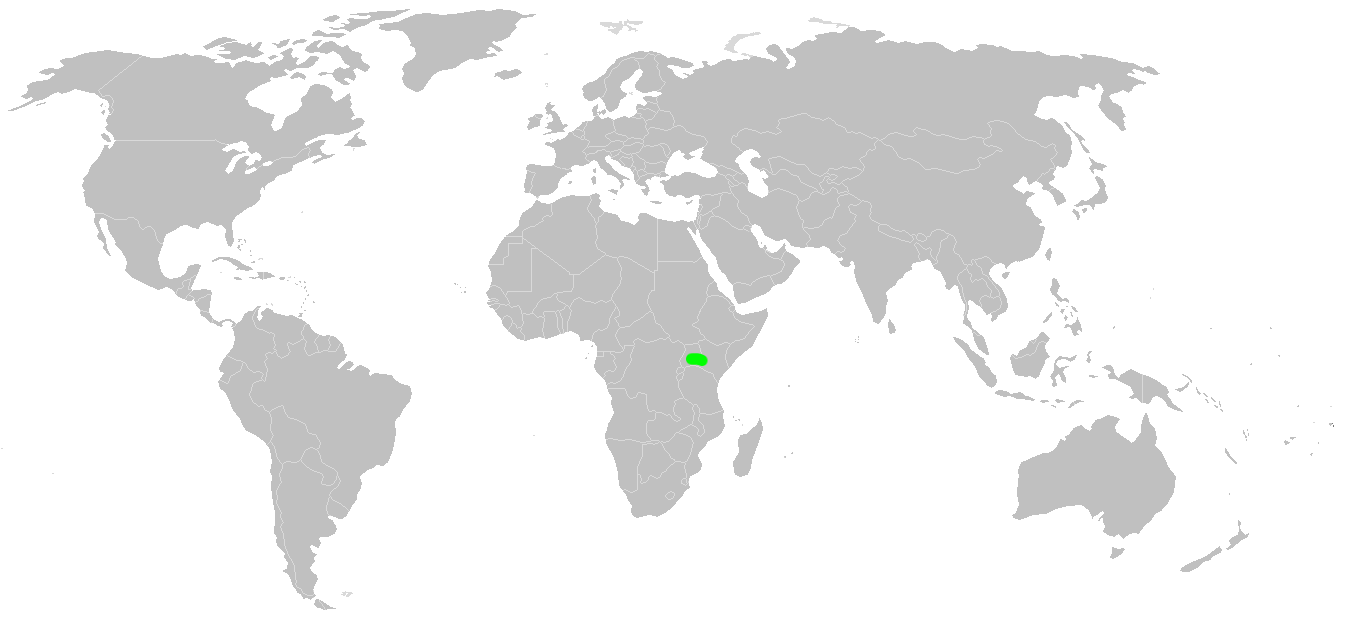
Répartition de Evarcha culicivora.

Cette espèce se rencontre au Kenya et en Ouganda.

## Habitat
Cette espèce vit dans la végétation basse et s'aventure parfois sur les murs ou dans les maisons,.

## Description

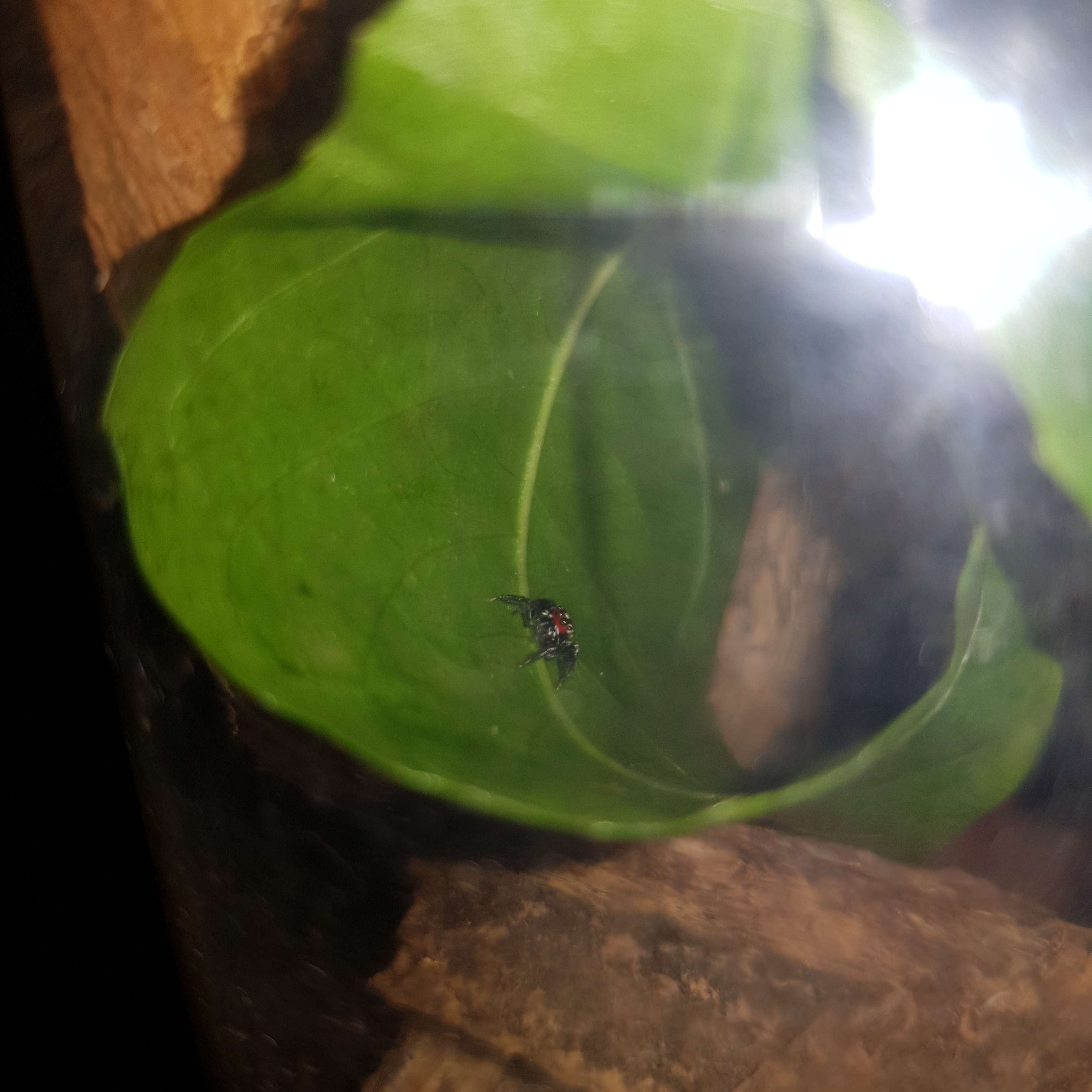
Evarcha culicivora

La carapace des mâles mesure de 1,8 à 3,1 mm de long sur de 1,4 à 2,5 mm et l'abdomen de 1,6 à 3,1 mm de long sur de 1,1 à 2,3 mm et la carapace des femelles de 2,1 à 2,4 mm de long sur de 1,6 à 1,7 mm et l'abdomen de 2,0 à 3,2 mm de long sur de 1,3 à 2,2 mm.
Cette espèce affiche un céphalothorax orangé à zone oculaire brun foncé et un abdomen d'un jaune plus ou moins brunâtre avec des marques arrondies brunes.

## Alimentation
Plus de 75% de l'alimentation des spécimens étudiés était composée de moustiques, essentiellement des femelles. et notamment celles dont l'abdomen est visiblement gorgé de sang. Une étude menée en 2009 semble indiquer que la présence de sang donne à l'araignée une odeur attractive pour le sexe opposé.
Evarcha culicivora n'est pas la seule araignée à cibler les moustiques en priorité : elle partage cette particularité avec Paracyrba wanlessi, même si cette dernière préfère les larves et les nymphes aux adultes. Un tel régime, spécialisé, est qualifié de sténophage.

## Systématique et taxinomie
Cette espèce a été décrite par Wesołowska et Jackson (d) en 2003. 

## Étymologie
L'épithète spécifique culicivora vient du latin et signifie "qui mange des moustiques", en références aux habitudes alimentaires de l'espèce.

## Publication originale
- Wesołowska & Jackson, 2003 : « Evarcha culicivora sp. nov., a mosquito-eating jumping spider from East Africa (Araneae: Salticidae). » Annales Zoologici, vol. 53, no 2, pp. 335-338.